# 奧赫里米夫卡 (亞基米夫卡區)
46°30′34″N 35°17′10″E / 46.50944°N 35.28611°E

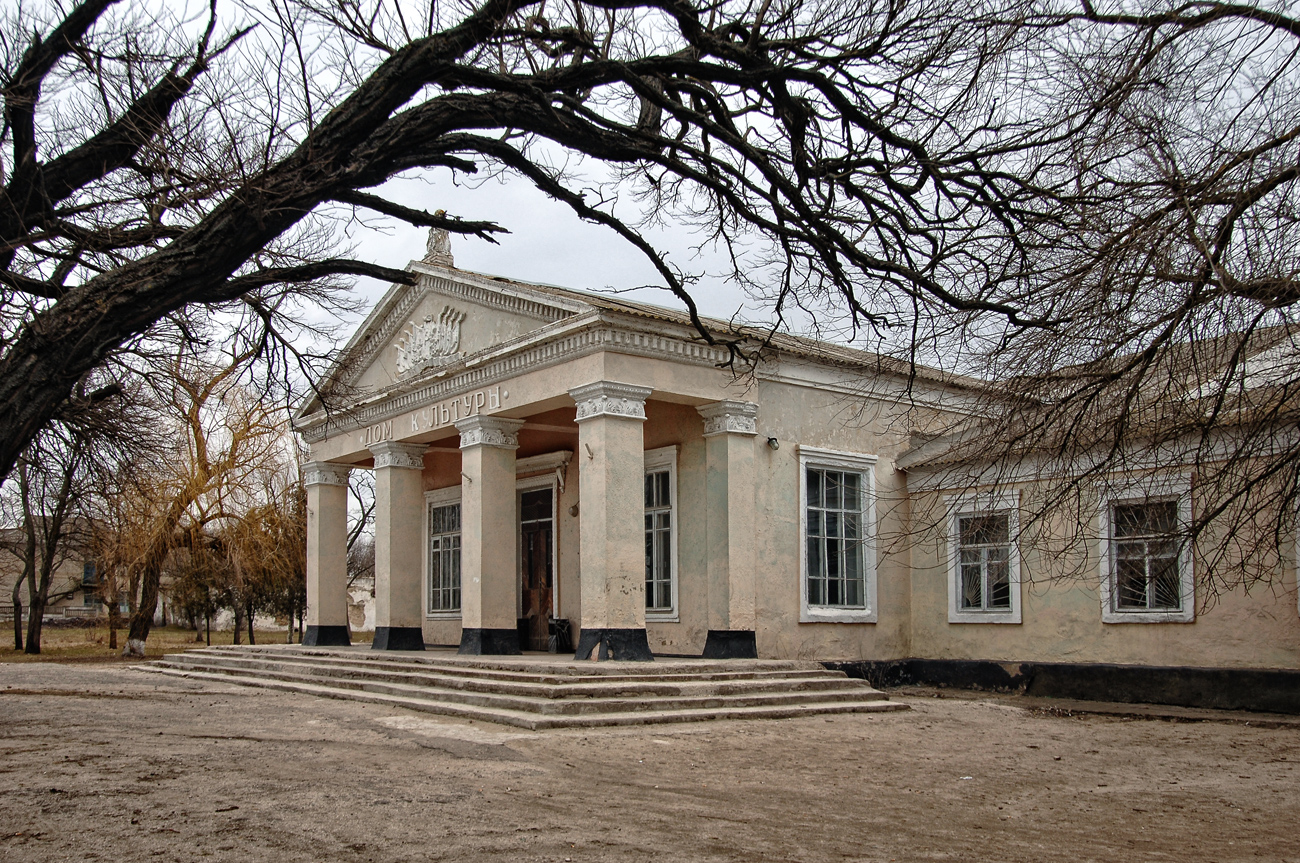

奧赫里米夫卡（烏克蘭語：Охрімівка）是位於烏克蘭東南部的村莊，由扎波羅熱州梅利托波爾區的基里利夫卡市鎮負責管轄。該村始建於1809年，面積5.41平方公里，海拔高度13米，2001年人口2,094，人口密度每平方公里387.1人。